# Eric Allan Kramer
Eric Allan Kramer (ur. 26 marca 1962) – amerykański aktor. Studiował na Uniwersytecie Alberty w Edmonton.

## Filmografia[1]
| Role główne   | Role główne                       | Role główne      | Role główne                |
| Rok           | Tytuł                             | Rola             | Uwagi                      |
| ------------- | --------------------------------- | ---------------- | -------------------------- |
| 2010-2014     | Powodzenia, Charlie!              | Bob Duncan       |                            |
| 1993          | Robin Hood: Faceci w rajtuzach    | Mały John        |                            |
| Role gościnne |                                   |                  |                            |
| Rok           | Tytuł                             | Rola             | Uwagi                      |
| 2013-2018     | Grzmotomocni                      | Mike Złomocny    | rola gościnna, powracająca |
| 2005          | Jak poznałem waszą matkę          | Bob Rorschach    |                            |
| 2004-2006     | Filip z przyszłości               | Trener Buchinsky |                            |
| 2004          | Różowe lata siedemdziesiąte       | Stuart Sutcliffe |                            |
| 2003-2007     | Życie na fali                     | Trener piłkarski |                            |
| 2003          | American Pie: Wesele              | Bear             |                            |
| 2003          | Dwóch i pół                       | Bill             |                            |
| 2002-2009     | Detektyw Monk                     | Darrell Cain     |                            |
| 2000          | CSI: Kryminalne zagadki Las Vegas | Szeryf           |                            |
| 1996-2001     | Nash Bridges                      | Lyle             |                            |
| 1995-2005     | JAG - Wojskowe Biuro Śledcze      | Pułkownik        |                            |
| 1995-1999     | Karolina w mieście                | Olaf             |                            |
| 1993-1997     | Nowe przygody Supermana           | Drull            |                            |
| 1993          | Prawdziwy romans                  | Boris            |                            |
| 1990-1998     | Kroniki Seinfelda                 | Biker            |                            |
| 1990-1997     | Skrzydła                          | Biker            |                            |
| 1988-1997     | Roseanne                          | Bobo             |                            |
| 1982-1993     | Zdrówko                           | Rudy             |                            |